# 국제 바이애슬론 연맹
국제 바이애슬론 연맹(International Biathlon Union, IBU)은 바이애슬론을 관할하는 국제 스포츠 연맹이다. 본부는 오스트리아 잘츠부르크에 위치하고 있다.

## 역사
국제 바이애슬론 연맹은 1993년 7월 2일에 설립되었다. 이것은 런던/히드로에 위치한 영국 바이애슬론 연맹이 1953년부터 국제 근대 5종 경기 연맹(UIPMB)에 소속되어 있었던 바이애슬론을 제외시켜 자체적인 국제 연맹 설립을 강제함에 따라 일어난 결과였다. 회의를 통해 초대 운영진이 선출되었으며 UIPMB에 있던 57개 바이애슬론 회원국들은 자동적으로 IBU로 옮겨 오게 되었다. 그러나 국제 올림픽 위원회가 IBU를 정식 동계 올림픽 스포츠 연맹으로 공인한 것은 1998년 8월에 와서였다. 같은 해 국제 경기 연맹 총회(GAISF)도 IBU를 정식 회원으로 인정하였다.
1999년 6월 IBU를 오스트리아 잘츠부르크에 본부를 설립하였다.
IBU 회의는 2년마다 열리며, 이는 연맹 총칙에 따라 연맹의 가장 중요한 조직으로 여겨진다. 최초의 회의는 1994년 잘츠부르크에서 열렸으며, 1996년에는 스웨덴 외스테르순드, 1998년 오스트리아 잘츠부르크, 2000년 캐나다 캘거리, 2002년 프랑스 니스, 2004년 불가리아 바르나에서 열렸다. 최초의 대규모 이사회는 1993년 8월 독일 다름슈타트에서 열렸으며, 이 때에는 50개 이상의 이사회 회의가 개최되었다.
IBU의 설립 이래로 7회의 남녀 세계 선수권 대회와 10회의 주니어 세계 선수권 대회가 열렸다. 유소년 세계 선수권 대회는 2002년부터 2회 열렸다. 84회의 월드컵 대회도 열렸으며, 1994/95 시즌부터 시니어 및 주니어 선수들을 위한 유럽 선수권 대회가 개최되어 오고 있다.
최초의 하계 바이애슬론 선수권 대회는 1996년 오스트리아 호크필젠에서 열렸다. 1999/2000 시즌에는 IBU가 세계 양궁 연맹으로부터 양궁 바이애슬론 종목의 관리 권한을 넘겨 받았으며, 2002년부터 양궁 바이애슬론 월드컵과 세계 선수권 대회가 2002년부터 열리기 시작했다.